# Лікарівський заказник
Лі́карівський зака́зник — ботанічний заказник загальнодержавного значення в Україні. Розташований у межах Олександрійського району Кіровоградської області, на південь від села Лікарівка.
Площа 70 га. Створений згідно з Указом Президента України від 10 грудня 1994 року № 750/94.
Під охороною — східна частина Березівської балки, на схилах якої зростає степова рослинність. Тут поширені ковила Лессінга, ковила волосиста, півники понтичні, півники карликові. Наявна велика популяція сон-трави чорніючої, трапляється тюльпан бузький, гіацинтик блідий, інші ефемероїди. 
Мешкають два види джмелів, занесених до Червоної книги України.

## Галерея

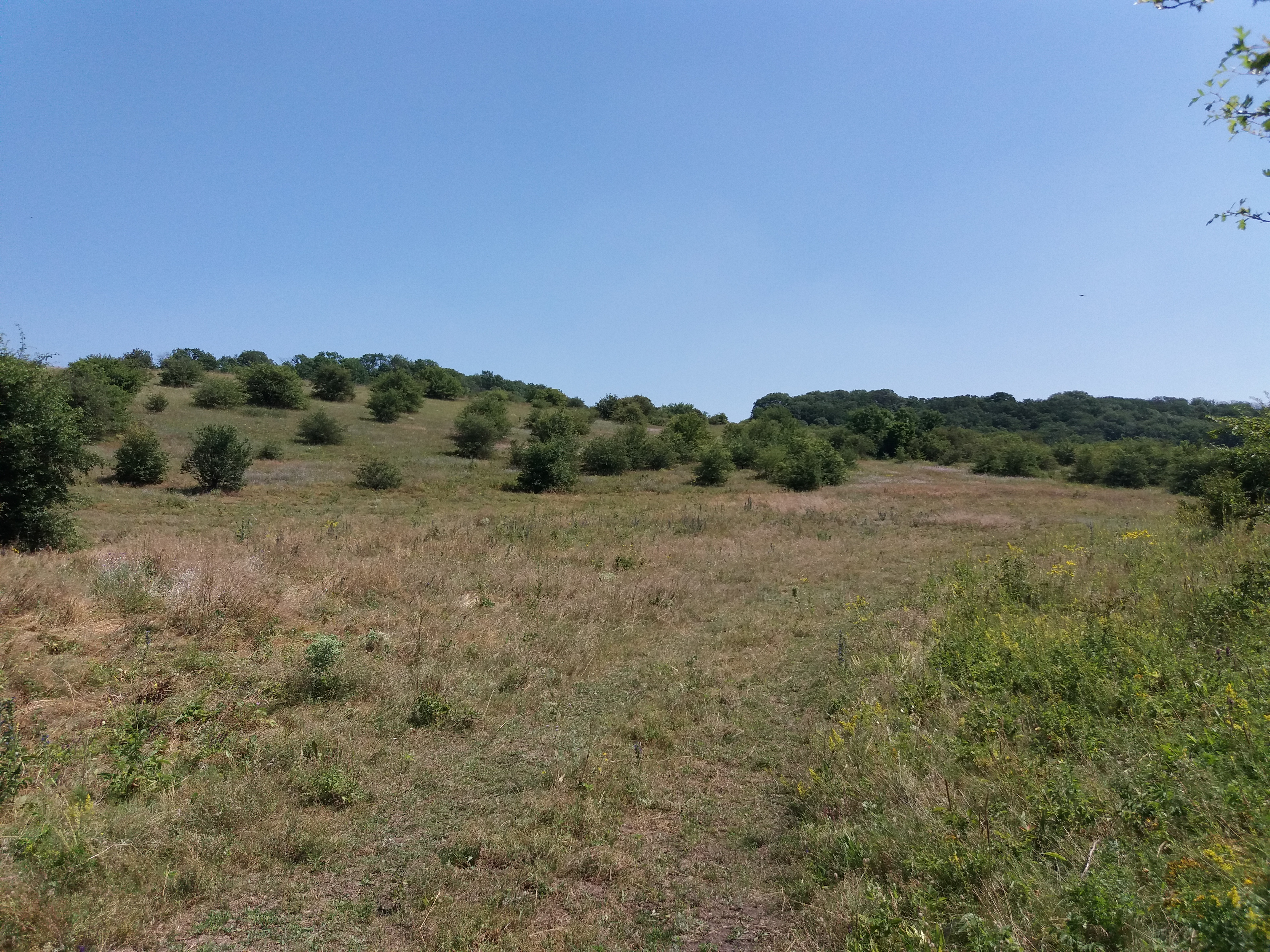
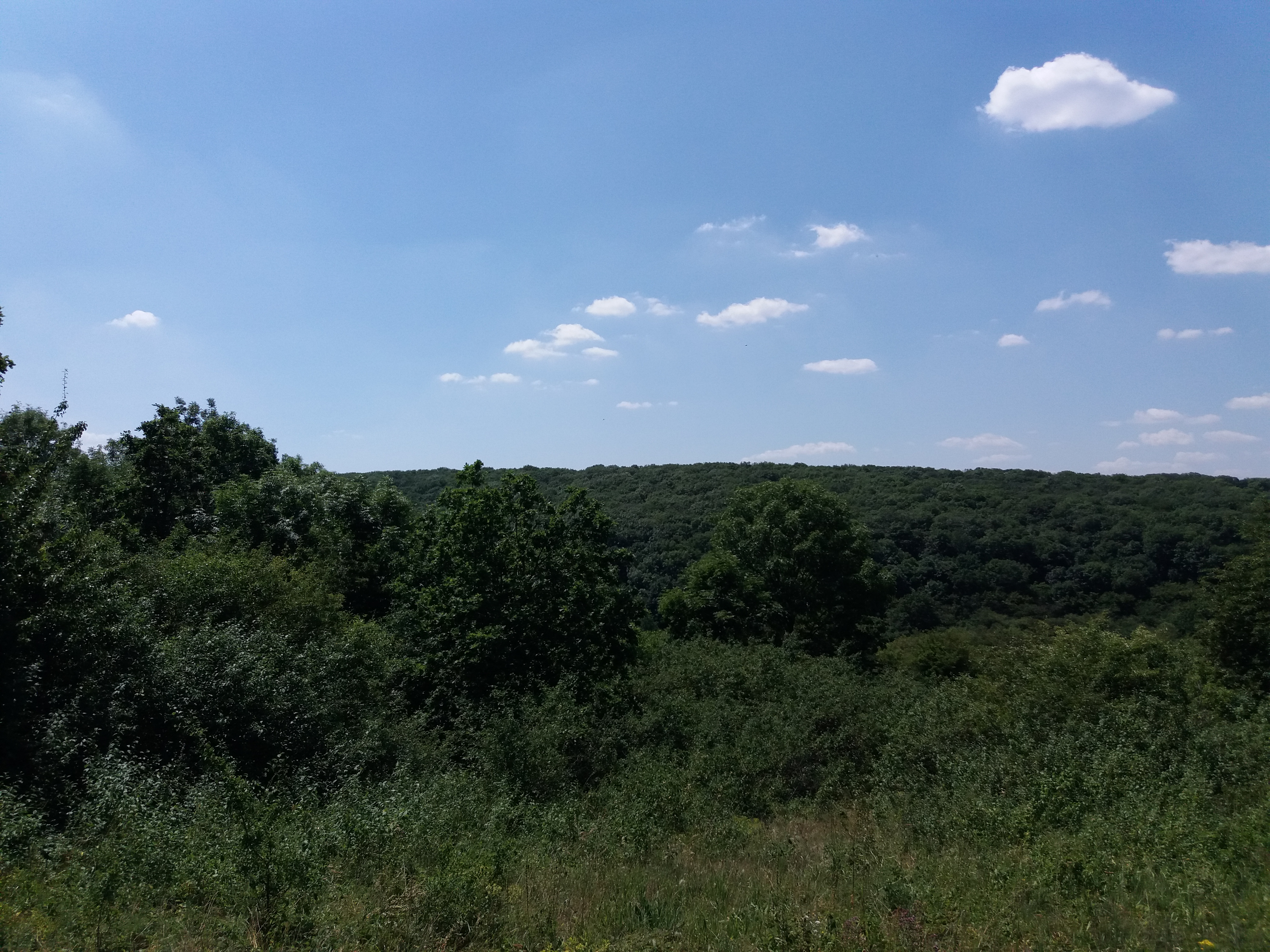
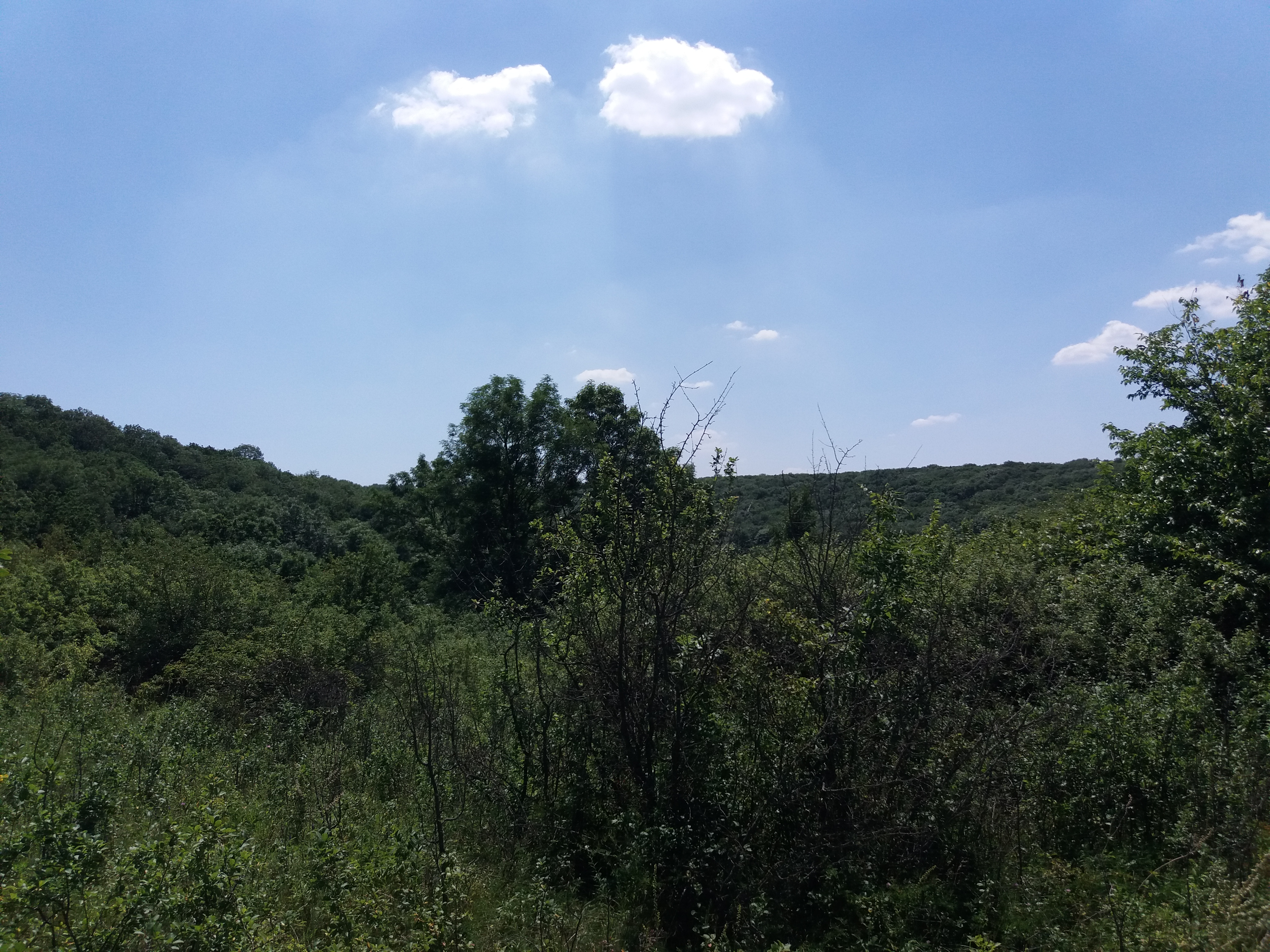